# Aerotravel Lufthansa City
Aerotravel Lufthansa City este o agenție de turism din România.
Este unul dintre cei mai importanți tour-operatori de pe piață.
Pachetul majoritar de acțiuni este deținut de Mihai David.
Aerotravel are un număr de nouă agenții, respectiv în București, Brașov, Cluj-Napoca, Oradea, Ploiești, Sibiu, Timișoara.
Aerotravel deține franciza Lufthansa City Center pentru șase dintre agenții și o franciză.
Cifra de afaceri în 2008: 35 milioane euro